# Frantz Dorsainvil
Frantz Dorsainvil, född 2 juli 1991, är en haitisk simmare.
Dorsainvil tävlade för Haiti vid olympiska sommarspelen 2016 i Rio de Janeiro, där han blev utslagen i försöksheatet på 50 meter frisim.